# Mistrovství Československa v cyklokrosu 1975
Mistrovství Československa v cyklokrosu 1975 se konalo v sobotu 11. ledna  1975 v Bojnicích.
Závodníci absolhovali celkem deset okruhů a délka závodu byla 23,9 km. 

## Přehled
| Poř.             | Jméno            | Čas        |
| Zlatá medaile    | Vojtěch Červínek | 1:20:47 h  |
| Stříbrná medaile | Jiří Mikšík      | + 1:22 min |
| Bronzová medaile | Jiří Murdych     | + 2:08 min |
| 4                | Jiří Kvapil      | + 3:16 min |
| 5                | Mráz             | + 3:43 min |
| 6                | Valeš            | + 4:18 min |